# Санта-Коломба-де-Сомоса
Санта-Коломба-де-Сомоса (ісп. Santa Colomba de Somoza) — муніципалітет в Іспанії, у складі автономної спільноти Кастилія-і-Леон, у провінції Леон. Населення — 463 особи (2010).
Муніципалітет розташований на відстані близько 310 км на північний захід від Мадрида, 60 км на захід від Леона.
На території муніципалітету розташовані такі населені пункти: (дані про населення за 2010 рік)
- Андіньюела: 24 особи
- Арганьйосо: 11 осіб
- Фонсебадон: 9 осіб
- Ла-Малуенга: 22 особи
- Муріас-де-Педредо: 43 особи
- Педредо: 18 осіб
- Рабаналь-дель-Каміно: 64 особи
- Рабаналь-В'єхо: 20 осіб
- Сан-Мартін-де-Агостедо: 49 осіб
- Санта-Коломба-де-Сомоса: 77 осіб
- Санта-Маріна-де-Сомоса: 24 особи
- Табладільйо: 22 особи
- Тур'єнсо-де-лос-Кабальєрос: 25 осіб
- Вальдемансанас: 18 осіб
- Віфоркос: 23 особи
- Вільяр-де-Сьєрвос: 14 осіб

## Демографія
Динаміка населення (INE ):